# Championnat d'Ouzbékistan de football 1995
Navigation
Saison précédente Saison suivante
La saison 1995 du Championnat d'Ouzbékistan de football est la quatrième édition de la première division en Ouzbékistan, organisée sous forme de poule unique, l'Oliy Liga, où toutes les équipes se rencontrent deux fois au cours de la saison. En fin de saison, les deux derniers du classement sont relégués et remplacés par les deux meilleurs clubs de Birinchi Liga, la deuxième division ouzbek.
C'est le double tenant du titre, le Neftchi Ferghana qui remporte à nouveau le championnat après avoir terminé en tête du classement final, avec deux points d'avance sur le MHSK Tachkent et quatre sur le Navbahor Namangan. C'est le quatrième titre de champion d'Ouzbékistan de l'histoire du club.

## Clubs participants
- Pakhtakor Tachkent
- Neftchi Ferghana
- Sogdiana Jizzakh
- Nurafshon Bukhara
- Navbahor Namangan
- Temiryolchi Kokand
- Navroz Andijan
- Atlaschi Margilon
- Traktor Tachkent
- Surxon Termiz
- MHSK Tachkent
- FK Chirchiq
- FK Yangiyer
- Mash'al Mubarek - Promu de Birinchi Liga
- Dinamo Samarqand - Promu de Birinchi Liga
- Politotdel Tachkent

## Compétition
Le barème de points servant à établir le classement se décompose ainsi :
- Victoire : 3 points
- Match nul : 1 point
- Défaite : 0 point

### Classement
| Rang | Équipe              | Pts | J  | G  | N | P  | Bp | Bc | Diff |
| ---- | ------------------- | --- | -- | -- | - | -- | -- | -- | ---- |
| 1    | Neftchi Ferghana T  | 76  | 30 | 24 | 4 | 2  | 83 | 32 | +51  |
| 2    | MHSK Tachkent       | 74  | 30 | 23 | 5 | 2  | 67 | 19 | +48  |
| 3    | Navbahor Namangan C | 72  | 30 | 23 | 3 | 4  | 69 | 23 | +46  |
| 4    | Pakhtakor Tachkent  | 65  | 30 | 20 | 5 | 5  | 67 | 27 | +40  |
| 5    | Nurafshon Bukhara   | 40  | 30 | 13 | 1 | 16 | 39 | 26 | +13  |
| 6    | Politotdel Tachkent | 39  | 30 | 11 | 6 | 13 | 36 | 51 | -15  |
| 7    | Atlaschi Margilon   | 37  | 30 | 11 | 4 | 15 | 36 | 48 | -12  |
| 8    | Navroz Andijan      | 37  | 30 | 10 | 7 | 13 | 38 | 43 | -5   |
| 9    | Sogdiana Jizzakh    | 36  | 30 | 11 | 3 | 16 | 43 | 50 | -7   |
| 10   | FK Yangiyer         | 35  | 30 | 10 | 5 | 15 | 36 | 44 | -8   |
| 11   | Dinamo Samarqand P  | 35  | 30 | 10 | 5 | 15 | 24 | 37 | -13  |
| 12   | Surxon Termiz       | 35  | 30 | 10 | 5 | 15 | 34 | 50 | -16  |
| 13   | Traktor Tachkent    | 35  | 30 | 9  | 8 | 13 | 30 | 43 | -13  |
| 14   | Mash'al Mubarek P   | 29  | 30 | 8  | 5 | 17 | 18 | 58 | -40  |
| 15   | Temiryolchi Kokand  | 21  | 30 | 6  | 3 | 21 | 26 | 67 | -41  |
| 16   | FK Chirchiq         | 16  | 30 | 3  | 7 | 20 | 21 | 52 | -31  |

|  | Qualification pour la Coupe des clubs champions 1996-1997                           |
|  | Qualification pour la Coupe des Coupes 1996-1997                                    |
|  | Relégation directe en Birinchi Liga                                                 |
|  | T: Tenant du titre C: Vainqueur de la Coupe d'Ouzbékistan P: Promu de Birinchi Liga |

## Bilan de la saison
| Championnat d'Ouzbékistan de football 1995 |                             |
| Champion                                   | Neftchi Ferghana (4e titre) |
| Coupes et trophées                         |                             |
| Vainqueur de la Coupe d'Ouzbékistan 1995   | Navbahor Namangan           |
| Qualifications continentales               |                             |
| Coupe des clubs champions 1996-1997        | Neftchi Ferghana            |
| Coupe des Coupes 1996-1997                 | Navbahor Namangan           |
| Promotions et relégations                  |                             |
| Promus en Oliy Liga                        | Kushon Kosonsoy             |
| Promus en Oliy Liga                        | Dinamo Urganch              |
| Relégués en Birinchi Liga                  | Temiryolchi Kokand          |
| Relégués en Birinchi Liga                  | FK Chirchiq                 |